# Меландра
Мела̀ндра (на гръцки: Μελάνδρα) е изоставено село в Кипър, окръг Пафос. Според статистическата служба на Република Кипър през 2001 г. селото няма жители.
Намира се на 2 км югоизточно от Лисос.